# آنگوس وال
آنگوس وال (انگلیسی: Angus Wall؛ زادهٔ ۱۵ مارس ۱۹۶۷) یک تدوین‌گر اهل ایالات متحده آمریکا است.

## بخشی از فیلمشناسی
| سال  | فیلم                   | کارگردان    |
| ---- | ---------------------- | ----------- |
| ۱۹۹۵ | هفت                    | دیوید فینچر |
| ۱۹۹۹ | باشگاه مبارزه          | دیوید فینچر |
| ۲۰۰۲ | اتاق پناهگاه           | دیوید فینچر |
| ۲۰۰۷ | زودیاک                 | دیوید فینچر |
| ۲۰۰۸ | مورد عجیب بنجامین باتن | دیوید فینچر |
| ۲۰۱۰ | شبکه اجتماعی           | دیوید فینچر |
| ۲۰۱۱ | دختری با خالکوبی اژدها | دیوید فینچر |